# 金沢市立田上小学校
金沢市立田上小学校（かなざわしりつ たがみしょうがっこう、英語: Kanazawa Municipal Tagami Elementary School）は、石川県金沢市田上の里2丁目にある公立小学校。

## 概要
- 児童数急増に伴い、2007年に杜の里小学校を分離したが、その後もさらに児童数増が続いたため、2023年に朝霧台小学校を分離した。

## 沿革
《参考：》
- 1872年6月（明治05年5月[4]） - 下田上村の本多伊佐衛門が自宅において子弟等を教育する家塾を開く[4]。
- 1873年（明治06年）4月6日 - 前年個人宅に開校していた家塾を石川県令の承認により第二大学区第二十二中学区河北郡下田上村落小学校と称する[4]。
- 1886年（明治19年）11月19日 - 校舎が新築されて移転（下田上地内）[5]。田上小学校と改称。
- 1887年（明治20年）4月1日 - 下田上小学校と改称[6]。小学校令発布により簡易科、尋常科設置。
- 1889年（明治22年）4月1日 - 町村制の施行により下田上村ほかの区域をもって金浦村発足。
- 1892年（明治25年）4月1日 - 小学校令改正に伴い下田上尋常小学校と改称。金浦村に設置[3]。
- 1904年（明治37年）6月5日 - 高等科併置して下田上尋常高等小学校と改称[4]。
- 1907年（明治40年）8月10日 - 金浦村、湯ノ谷村、医王山村が合併して、浅川村発足。
- 1910年（明治43年）4月1日 - 新校舎が落成、移転[7]（現在地への移転はその後1978年〈昭和53年〉のこと）。
- 1941年（昭和16年）4月1日 - 国民学校令施行に伴い、浅川村下田上国民学校と改称[注釈 1]。
- 1947年（昭和22年）4月1日 - 学制改革により、浅川村立下田上小学校となる。国民学校高等科を下田上中学校として分離[3]（同じ校地内に設置）。
- 1952年（昭和26年）4月1日 - 金沢市立田上小学校鈴見分教場を設置[3]。
- 1957年（昭和32年）
  - 2月6日 - 国立若松療養所内に若松学園分校（「金沢若松園」[9]）を設置[3]。
  - 4月1日 - 浅川村立田上小学校と改称[3]。
  - 4月5日 - 浅川村の金沢市編入に伴い金沢市立田上小学校と改称。下田上中学校は田上中学校と改称。若松学園分校に中学部を併設（田上中学校より教諭派遣）[9]。所在地の表記：石川県金沢市田上町ヲ3番地[10]。校章制定[3]。
- 1961年（昭和36年）4月1日 - 田上中学校が金沢市立兼六中学校に統合され 金沢市立兼六中学校田上分場が設置される[11]。
- 1962年（昭和37年）4月1日 - 金沢市立兼六中学校田上分場を廃止[3]。
- 1965年（昭和40年）3月31日 - 金沢市立田上小学校鈴見分教場を廃止[3]。
- 1977年（昭和52年）
  - 1月11日 - 校舎改築起工式[3]。
  - 4月1日 - 若松学園分校を廃止[注釈 2]。小立野小学校に田上教場を新設[3]。
- 1978年（昭和53年）
  - 3月20日 - 新校舎竣工[12][注釈 3]。所在地の表記（当時）：石川県金沢市田上町南46番地[13]（現在地）。
  - 7月13日 - 校舎・体育館・プール落成式挙行[12]。旧校舎跡地はのちに田上少年運動広場（1980年12月竣工）となる[12]。
- 1993年（平成05年）10月17日 - 創立120周年記念式典を挙行[3]。
- 1999年（平成11年）10月29日 - 大規模改修1期工事完了[3]。
- 2000年（平成12年）10月30日 - 大規模改修2期工事完了[3]。
- 2003年（平成15年）11月14日 - 創立130周年記念式典を挙行[3]。
- 2005年（平成17年）10月11日 - 第2田上小学校（仮称）建設起工式[3]。
- 2007年（平成19年）4月1日 - 杜の里小学校を分離、新設。
- 2013年（平成25年）11月20日 - 創立140周年記念式典を挙行[14]。
- 2014年（平成26年）4月1日 - 俵小学校と統合。
- 2015年（平成27年）1月17日 - 「土地区画整理事業による町及び字の区域並びに町の名称の変更並びに字の区域の廃止」により郵便番号および所在地の表記が変更[15][16]。変更前：〒920-1151 石川県金沢市田上町南46番地 ⇒ 変更後：〒920-1156 石川県金沢市田上の里2丁目1番地。
- 2023年（令和05年）4月1日 - 朝霧台小学校を分離、新設。